# Playa de El Paradís
La playa de El Paradís es una playa de arena del municipio de Villajoyosa en la provincia de Alicante (España).
Esta playa limita al norte con la Cala la Mallaeta y al sur con la playa de Bon Nou y tiene una longitud de 719 m, con una amplitud de 25 m.
Se sitúa en un entorno semiurbano, disponiendo de acceso por carretera. Cuenta con paseo marítimo y aparcamiento delimitado. Dispone de acceso para personas con discapacidad. Es una playa balizada.
- Esta playa cuenta con el distintivo de Bandera Azul